# Candyman (película)
Candyman (titulada: Candyman: El dominio de la mente en España) es una película estadounidense-inglesa de terror de 1992 dirigida por Bernard Rose, quien también adaptó el guion basado en la reconocida historia corta Lo prohibido del aclamado autor británico Clive Barker. Es protagonizada por Tony Todd, Virginia Madsen y Xander Berkeley.

## Argumento
Helen Lyle (Virginia Madsen), una estudiante graduada de la Universidad de Chicago que investiga leyendas urbanas, escucha una historia local sobre un ser sobrenatural al que llaman Candyman. La leyenda dice que se puede invocar a Candyman diciendo su nombre cinco veces mientras se enfrenta a un espejo, luego de lo cual Candyman matará al invocador con un gancho atorado en el muñón sangriento de su brazo derecho. Ella se encuentra con dos señoras de la limpieza que le cuentan sobre Ruthie Jean, una residente en el famoso proyecto de vivienda social Cabrini-Green, que dicen fue asesinada por Candyman. La investigación de Helen revela otros 25 asesinatos en la deprimida área en los últimos años, similares al de Ruthie Jean. Más tarde esa noche, Helen y su amiga, Bernadette Walsh (Kasi Lemmons), escépticas sobre la existencia de Candyman, nombran al demonio frente al espejo en el baño de Helen, pero nada ocurre.
Helen se entera por el profesor Philip Purcell (Michael Culkin) que la leyenda de Candyman se originó desde la historia del hijo de un esclavo que prosperó después de desarrollar un sistema para producir zapatos en masa durante la Guerra Civil. El muchacho creció en una sociedad educada, se convirtió en un artista conocido y fue buscado por su talento para crear retratos. Después de enamorarse, convertir en su amante y dejar embarazada a una joven blanca cuyo padre lo había contratado para que la pintara en 1890, el hombre fue atacado por una multitud de linchadores contratados por el padre. Lo persiguieron por el bosque hasta atraparlo con el objetivo de torturarlo y asesinarlo. Comenzaron cortando su mano derecha con una sierra, luego lo untaron con miel robada de un colmenar, atrayendo abejas hambrientas que lo picaron hasta la muerte, terminando con su cadáver quemado en una improvisada pira y sus cenizas esparcidas por el área donde actualmente se encuentra Cabrini-Green.
Helen decide escribir una tesis sobre cómo los residentes de Cabrini-Green, mayoritariamente negros, usan la leyenda de Candyman para hacer frente a las dificultades de vivir allí. Ella y Bernadette entran en el proyecto de vivienda para visitar la escena del asesinato de Ruthie Jean. Allí, se encuentran con Anne-Marie McCoy (Vanessa Williams), una de las residentes, y un niño llamado Jake (DeJuan Guy) que le cuenta a Helen la inquietante historia de otro niño castrado en un baño público por Candyman. Mientras Helen explora el baño en decadencia, es atacada por Candyman y un grupo de secuaces. Helen sobrevive al asalto, identificando y denunciando a su atacante ante la policía, quien resulta ser simplemente el líder de una pandilla que asumió el apodo y apariencia de Candyman para mejorar su "credibilidad callejera", por lo que la policía asume que es responsable de los numerosos asesinatos atribuidos al Candyman.
En un estacionamiento, Helen se enfrenta al verdadero Candyman, quien explica que, al desenmascarar al pandillero, Helen ha desacreditado su leyenda y ahora debe "derramar sangre inocente" para volver a arraigarse en las creencias y miedos de los residentes para continuar su existencia. Helen se desmaya y despierta en el departamento de Anne-Marie, cubierta de sangre. Anne-Marie, cuyo perro ha sido decapitado y cuyo bebé, Anthony, está desaparecido, ataca a Helen. Mientras intenta defenderse, Helen es arrestada por la policía. Trevor (Xander Berkeley), el esposo de Helen y un profesor la sacan de la cárcel, pero Candyman se le aparece de nuevo a Helen y le corta el cuello, haciéndola sangrar hasta quedar inconsciente. Bernadette aparece en el departamento y es asesinada por Candyman, lo que incrimina a Helen por el asesinato. Helen es sedada e ingresada en un hospital psiquiátrico.
Después de un mes de estadía en el hospital, Helen es entrevistada por un psiquiatra en preparación para su próximo juicio. Ella intenta demostrar su inocencia convocando al Candyman, quien mata al psiquiatra y permite que Helen escape. Ella regresa a casa y se enfrenta brevemente a Trevor, solo para descubrir que ha llevado a Stacey (Carolyn Lowery), una de sus estudiantes y su amante, a vivir con él. 
Helen huye a Cabrini-Green para enfrentarse a Candyman y localizar a Anthony, encontrando murales pintados que representan el linchamiento de Candyman. Helen rastrea a Candyman en un edificio abandonado donde le exige que se entregue a él para garantizar la seguridad del bebé. Ofreciendo a Helen la inmortalidad, Candyman abre su abrigo para revelar una caja torácica abierta rebosante de abejas. Las abejas comienzan a salir de su boca y él la besa, enviando abejas por su garganta. Después de que Candyman desaparezca con Anthony, Helen encuentra un mural del Candyman junto a su amante, Caroline Sullivan, que tiene un parecido sorprendente con Helen. Esto y un mensaje dejado por Candyman insinúan que Helen es una reencarnación de Sullivan.
Candyman promete liberar a Anthony si Helen lo ayuda a incitar el miedo entre los residentes de Cabrini-Green. Sin embargo, para alimentar su propia leyenda, Candyman vuelve a aparecer e intenta inmolarlos dejándolos dentro de una gran hoguera de trastos viejos cuando los residentes la encienden. Helen logra salvar a Anthony mientras Candyman es destruido en el incendio, pero Helen finalmente sucumbe a sus graves quemaduras y muere a causa de sus heridas. Los residentes, incluidos Anne-Marie y Jake, presentan sus respetos en su funeral, con Jake arrojando el gancho de Candyman dentro de su tumba tras bajar el ataúd.
Tiempo después Trevor, con pena por la muerte de Helen y disconforme de su relación con Stacy, se enfrenta al espejo de su baño y dice el nombre de Helen cinco veces. Como resultado, el espíritu vengativo de Helen es convocado y mata a Trevor con el gancho de Candyman, dejando que Stacey, que aparece con un cuchillo al oír gritos, encuentre su cuerpo.
A medida que los créditos finales comienzan a rodar, en la antigua guarida de Candyman, se ve un nuevo mural de Helen con su cabello en llamas, que muestra que se ha convertido en una leyenda urbana local.

## Reparto
- Virginia Madsen como Helen Lyle.
- Tony Todd como Daniel Robitaille / Candyman.
- Xander Berkeley como Trevor Lyle.
- Kasi Lemmons como Bernadette Walsh.
- Vanessa Estelle Williams como Anne-Marie McCoy.
- DeJuan Guy como Jake.
- Bernard Rose como Archie Walsh.
- Gilbert Lewis como Detective Frank Valento.
- Stanley DeSantis como Dr. Burke
- Ted Raimi como Billy.
- Eric Edwards como Harold.
- Rusty Schwimmer como Policía.

## Recepción
Candyman ha recibido críticas positivas de parte la crítica y de la audiencia. En el portal de internet Rotten Tomatoes, la película posee una calificación de 71%, basada en 41 reseñas, con una puntuación de 6.2/10 por parte de la crítica, con un consenso que dice: "A pesar de sacrificar una parte del misterio en el nombre del gore, Candyman es una matizada y escalofriante historia que se beneficia de una interesante premisa y buenas interpretaciones", mientras que la audiencia le ha dado una calificación de 73%, basada en más de 155 000 usuarios, con una puntuación de 3.8/5. 
En el sitio IMDb los usuarios le han dado una puntuación de 6.5/10, sobre la base de más de 49 000 votos.

## Premios y nominaciones
| Año  | Premio de entrega               | Categoría                 | Nominado/a                | Resultadl | Ref.              |
| ---- | ------------------------------- | ------------------------- | ------------------------- | --------- | ----------------- |
| 1993 | Fangoria Chainsaw Awards        | Mejor Actriz              | Virginia Madsen           | Ganadora  | [ 2 ]             |
| 1993 | Fangoria Chainsaw Awards        | Mejor Estudio de película |                           | Nominado  | [ 3 ]             |
| 1993 | Fangoria Chainsaw Awards        | Mejor Guion               | Bernard Rose              | Nominado  | [ 3 ]             |
| 1993 | Fangoria Chainsaw Awards        | Mejor Actor               | Tony Todd                 | Nominado  | [ 3 ]             |
| 1993 | Fangoria Chainsaw Awards        | Mejor Actriz de Reparto   | Vanessa Estelle Williams  | Nominada  | [ 3 ]             |
| 1993 | Fangoria Chainsaw Awards        | Mejor Banda sonora        | Philip Glass              | Nominado  | [ 3 ]             |
| 1993 | Saturn Awards                   | Mejor Actriz              | Virginia Madsen           | Ganadora  | [ 4 ]             |
| 1993 | Saturn Awards                   | Mejor Película de Terror  |                           | Nominado  | [ 4 ]             |
| 1993 | Saturn Awards                   | Mejor Guion               | Bernard Rose              | Nominado  | [ 4 ]             |
| 1993 | Saturn Awards                   | Mejor Maquillaje          | Bob Keen; Image Animation | Nominado  | [ 4 ]             |
| 1993 | Fantasporto                     | Mejor Película            | Bernard Rose              | Nominado  | [ 5 ] [ 6 ]       |
| 1993 | Avoriaz Fantastic Film Festival | Mejor Actriz              | Virginia Madsen           | Ganadora  | [ 7 ] [ 8 ]       |
| 1993 | Avoriaz Fantastic Film Festival | Mejor Música              | Philip Glass              | Ganador   | [ 7 ] [ 8 ] [ 9 ] |
| 1993 | Avoriaz Fantastic Film Festival | Premio de la audiencia    | Bernard Rose              | Ganadora  | [ 7 ] [ 8 ]       |
| 1993 | Avoriaz Fantastic Film Festival | Gran Premio               | Bernard Rose              | Nominada  | [ 8 ]             |